# Unicodeblock Georgisch
Der Unicodeblock Georgisch (engl. Georgian, U+10A0 bis U+10FF) enthält das im 5. Jahrhundert entstandene georgische Alphabet (Mrglowani) und dessen moderne Form (Mchedruli), mit dem die moderne georgische Sprache geschrieben wird.
Die früher verwendeten Nuschuri-Kleinbuchstaben des Chutsuri-Alphabets befinden sich im Unicode-Block Georgisch, Ergänzung (U+2D00 bis U+2D2F).

## Tabelle
Alle Zeichen haben die bidirektionale Klasse „links nach rechts“.
| Unicodenummer | Zeichen (400 %) | Kategorie                               | Offizielle Bezeichnung       | Beschreibung                             |
| ------------- | --------------- | --------------------------------------- | ---------------------------- | ---------------------------------------- |
| U+10A0 (4256) | Ⴀ               | Großbuchstabe                           | GEORGIAN CAPITAL LETTER AN   | Georgischer Großbuchstabe An             |
| U+10A1 (4257) | Ⴁ               | Großbuchstabe                           | GEORGIAN CAPITAL LETTER BAN  | Georgischer Großbuchstabe Ban            |
| U+10A2 (4258) | Ⴂ               | Großbuchstabe                           | GEORGIAN CAPITAL LETTER GAN  | Georgischer Großbuchstabe Gan            |
| U+10A3 (4259) | Ⴃ               | Großbuchstabe                           | GEORGIAN CAPITAL LETTER DON  | Georgischer Großbuchstabe Don            |
| U+10A4 (4260) | Ⴄ               | Großbuchstabe                           | GEORGIAN CAPITAL LETTER EN   | Georgischer Großbuchstabe En             |
| U+10A5 (4261) | Ⴅ               | Großbuchstabe                           | GEORGIAN CAPITAL LETTER VIN  | Georgischer Großbuchstabe Vin            |
| U+10A6 (4262) | Ⴆ               | Großbuchstabe                           | GEORGIAN CAPITAL LETTER ZEN  | Georgischer Großbuchstabe Zen            |
| U+10A7 (4263) | Ⴇ               | Großbuchstabe                           | GEORGIAN CAPITAL LETTER TAN  | Georgischer Großbuchstabe Tan            |
| U+10A8 (4264) | Ⴈ               | Großbuchstabe                           | GEORGIAN CAPITAL LETTER IN   | Georgischer Großbuchstabe In             |
| U+10A9 (4265) | Ⴉ               | Großbuchstabe                           | GEORGIAN CAPITAL LETTER KAN  | Georgischer Großbuchstabe Kan            |
| U+10AA (4266) | Ⴊ               | Großbuchstabe                           | GEORGIAN CAPITAL LETTER LAS  | Georgischer Großbuchstabe Las            |
| U+10AB (4267) | Ⴋ               | Großbuchstabe                           | GEORGIAN CAPITAL LETTER MAN  | Georgischer Großbuchstabe Man            |
| U+10AC (4268) | Ⴌ               | Großbuchstabe                           | GEORGIAN CAPITAL LETTER NAR  | Georgischer Großbuchstabe Nar            |
| U+10AD (4269) | Ⴍ               | Großbuchstabe                           | GEORGIAN CAPITAL LETTER ON   | Georgischer Großbuchstabe On             |
| U+10AE (4270) | Ⴎ               | Großbuchstabe                           | GEORGIAN CAPITAL LETTER PAR  | Georgischer Großbuchstabe Par            |
| U+10AF (4271) | Ⴏ               | Großbuchstabe                           | GEORGIAN CAPITAL LETTER ZHAR | Georgischer Großbuchstabe Zhar           |
| U+10B0 (4272) | Ⴐ               | Großbuchstabe                           | GEORGIAN CAPITAL LETTER RAE  | Georgischer Großbuchstabe Rae            |
| U+10B1 (4273) | Ⴑ               | Großbuchstabe                           | GEORGIAN CAPITAL LETTER SAN  | Georgischer Großbuchstabe San            |
| U+10B2 (4274) | Ⴒ               | Großbuchstabe                           | GEORGIAN CAPITAL LETTER TAR  | Georgischer Großbuchstabe Tar            |
| U+10B3 (4275) | Ⴓ               | Großbuchstabe                           | GEORGIAN CAPITAL LETTER UN   | Georgischer Großbuchstabe Un             |
| U+10B4 (4276) | Ⴔ               | Großbuchstabe                           | GEORGIAN CAPITAL LETTER PHAR | Georgischer Großbuchstabe Phar           |
| U+10B5 (4277) | Ⴕ               | Großbuchstabe                           | GEORGIAN CAPITAL LETTER KHAR | Georgischer Großbuchstabe Khar           |
| U+10B6 (4278) | Ⴖ               | Großbuchstabe                           | GEORGIAN CAPITAL LETTER GHAN | Georgischer Großbuchstabe Ghan           |
| U+10B7 (4279) | Ⴗ               | Großbuchstabe                           | GEORGIAN CAPITAL LETTER QAR  | Georgischer Großbuchstabe Qar            |
| U+10B8 (4280) | Ⴘ               | Großbuchstabe                           | GEORGIAN CAPITAL LETTER SHIN | Georgischer Großbuchstabe Shin           |
| U+10B9 (4281) | Ⴙ               | Großbuchstabe                           | GEORGIAN CAPITAL LETTER CHIN | Georgischer Großbuchstabe Chin           |
| U+10BA (4282) | Ⴚ               | Großbuchstabe                           | GEORGIAN CAPITAL LETTER CAN  | Georgischer Großbuchstabe Can            |
| U+10BB (4283) | Ⴛ               | Großbuchstabe                           | GEORGIAN CAPITAL LETTER JIL  | Georgischer Großbuchstabe Jil            |
| U+10BC (4284) | Ⴜ               | Großbuchstabe                           | GEORGIAN CAPITAL LETTER CIL  | Georgischer Großbuchstabe Cil            |
| U+10BD (4285) | Ⴝ               | Großbuchstabe                           | GEORGIAN CAPITAL LETTER CHAR | Georgischer Großbuchstabe Char           |
| U+10BE (4286) | Ⴞ               | Großbuchstabe                           | GEORGIAN CAPITAL LETTER XAN  | Georgischer Großbuchstabe Xan            |
| U+10BF (4287) | Ⴟ               | Großbuchstabe                           | GEORGIAN CAPITAL LETTER JHAN | Georgischer Großbuchstabe Jhan           |
| U+10C0 (4288) | Ⴠ               | Großbuchstabe                           | GEORGIAN CAPITAL LETTER HAE  | Georgischer Großbuchstabe Hae            |
| U+10C1 (4289) | Ⴡ               | Großbuchstabe                           | GEORGIAN CAPITAL LETTER HE   | Georgischer Großbuchstabe He             |
| U+10C2 (4290) | Ⴢ               | Großbuchstabe                           | GEORGIAN CAPITAL LETTER HIE  | Georgischer Großbuchstabe Hie            |
| U+10C3 (4291) | Ⴣ               | Großbuchstabe                           | GEORGIAN CAPITAL LETTER WE   | Georgischer Großbuchstabe We             |
| U+10C4 (4292) | Ⴤ               | Großbuchstabe                           | GEORGIAN CAPITAL LETTER HAR  | Georgischer Großbuchstabe Har            |
| U+10C5 (4293) | Ⴥ               | Großbuchstabe                           | GEORGIAN CAPITAL LETTER HOE  | Georgischer Großbuchstabe Hoe            |
| U+10C7 (4295) | Ⴧ               | Großbuchstabe                           | GEORGIAN CAPITAL LETTER YN   | Georgischer Großbuchstabe Yn             |
| U+10CD (4301) | Ⴭ               | Großbuchstabe                           | GEORGIAN CAPITAL LETTER AEN  | Georgischer Großbuchstabe Aen            |
| U+10D0 (4304) | ა               | anderer Buchstabe, Silbe oder Ideogramm | GEORGIAN LETTER AN           | Georgischer Buchstabe An                 |
| U+10D1 (4305) | ბ               | anderer Buchstabe, Silbe oder Ideogramm | GEORGIAN LETTER BAN          | Georgischer Buchstabe Ban                |
| U+10D2 (4306) | გ               | anderer Buchstabe, Silbe oder Ideogramm | GEORGIAN LETTER GAN          | Georgischer Buchstabe Gan                |
| U+10D3 (4307) | დ               | anderer Buchstabe, Silbe oder Ideogramm | GEORGIAN LETTER DON          | Georgischer Buchstabe Don                |
| U+10D4 (4308) | ე               | anderer Buchstabe, Silbe oder Ideogramm | GEORGIAN LETTER EN           | Georgischer Buchstabe En                 |
| U+10D5 (4309) | ვ               | anderer Buchstabe, Silbe oder Ideogramm | GEORGIAN LETTER VIN          | Georgischer Buchstabe Vin                |
| U+10D6 (4310) | ზ               | anderer Buchstabe, Silbe oder Ideogramm | GEORGIAN LETTER ZEN          | Georgischer Buchstabe Zen                |
| U+10D7 (4311) | თ               | anderer Buchstabe, Silbe oder Ideogramm | GEORGIAN LETTER TAN          | Georgischer Buchstabe Tan                |
| U+10D8 (4312) | ი               | anderer Buchstabe, Silbe oder Ideogramm | GEORGIAN LETTER IN           | Georgischer Buchstabe In                 |
| U+10D9 (4313) | კ               | anderer Buchstabe, Silbe oder Ideogramm | GEORGIAN LETTER KAN          | Georgischer Buchstabe Kan                |
| U+10DA (4314) | ლ               | anderer Buchstabe, Silbe oder Ideogramm | GEORGIAN LETTER LAS          | Georgischer Buchstabe Las                |
| U+10DB (4315) | მ               | anderer Buchstabe, Silbe oder Ideogramm | GEORGIAN LETTER MAN          | Georgischer Buchstabe Man                |
| U+10DC (4316) | ნ               | anderer Buchstabe, Silbe oder Ideogramm | GEORGIAN LETTER NAR          | Georgischer Buchstabe Nar                |
| U+10DD (4317) | ო               | anderer Buchstabe, Silbe oder Ideogramm | GEORGIAN LETTER ON           | Georgischer Buchstabe On                 |
| U+10DE (4318) | პ               | anderer Buchstabe, Silbe oder Ideogramm | GEORGIAN LETTER PAR          | Georgischer Buchstabe Par                |
| U+10DF (4319) | ჟ               | anderer Buchstabe, Silbe oder Ideogramm | GEORGIAN LETTER ZHAR         | Georgischer Buchstabe Zhar               |
| U+10E0 (4320) | რ               | anderer Buchstabe, Silbe oder Ideogramm | GEORGIAN LETTER RAE          | Georgischer Buchstabe Rae                |
| U+10E1 (4321) | ს               | anderer Buchstabe, Silbe oder Ideogramm | GEORGIAN LETTER SAN          | Georgischer Buchstabe San                |
| U+10E2 (4322) | ტ               | anderer Buchstabe, Silbe oder Ideogramm | GEORGIAN LETTER TAR          | Georgischer Buchstabe Tar                |
| U+10E3 (4323) | უ               | anderer Buchstabe, Silbe oder Ideogramm | GEORGIAN LETTER UN           | Georgischer Buchstabe Un                 |
| U+10E4 (4324) | ფ               | anderer Buchstabe, Silbe oder Ideogramm | GEORGIAN LETTER PHAR         | Georgischer Buchstabe Phar               |
| U+10E5 (4325) | ქ               | anderer Buchstabe, Silbe oder Ideogramm | GEORGIAN LETTER KHAR         | Georgischer Buchstabe Khar               |
| U+10E6 (4326) | ღ               | anderer Buchstabe, Silbe oder Ideogramm | GEORGIAN LETTER GHAN         | Georgischer Buchstabe Ghan               |
| U+10E7 (4327) | ყ               | anderer Buchstabe, Silbe oder Ideogramm | GEORGIAN LETTER QAR          | Georgischer Buchstabe Qar                |
| U+10E8 (4328) | შ               | anderer Buchstabe, Silbe oder Ideogramm | GEORGIAN LETTER SHIN         | Georgischer Buchstabe Shin               |
| U+10E9 (4329) | ჩ               | anderer Buchstabe, Silbe oder Ideogramm | GEORGIAN LETTER CHIN         | Georgischer Buchstabe Chin               |
| U+10EA (4330) | ც               | anderer Buchstabe, Silbe oder Ideogramm | GEORGIAN LETTER CAN          | Georgischer Buchstabe Can                |
| U+10EB (4331) | ძ               | anderer Buchstabe, Silbe oder Ideogramm | GEORGIAN LETTER JIL          | Georgischer Buchstabe Jil                |
| U+10EC (4332) | წ               | anderer Buchstabe, Silbe oder Ideogramm | GEORGIAN LETTER CIL          | Georgischer Buchstabe Cil                |
| U+10ED (4333) | ჭ               | anderer Buchstabe, Silbe oder Ideogramm | GEORGIAN LETTER CHAR         | Georgischer Buchstabe Char               |
| U+10EE (4334) | ხ               | anderer Buchstabe, Silbe oder Ideogramm | GEORGIAN LETTER XAN          | Georgischer Buchstabe Xan                |
| U+10EF (4335) | ჯ               | anderer Buchstabe, Silbe oder Ideogramm | GEORGIAN LETTER JHAN         | Georgischer Buchstabe Jhan               |
| U+10F0 (4336) | ჰ               | anderer Buchstabe, Silbe oder Ideogramm | GEORGIAN LETTER HAE          | Georgischer Buchstabe Hae                |
| U+10F1 (4337) | ჱ               | anderer Buchstabe, Silbe oder Ideogramm | GEORGIAN LETTER HE           | Georgischer Buchstabe He                 |
| U+10F2 (4338) | ჲ               | anderer Buchstabe, Silbe oder Ideogramm | GEORGIAN LETTER HIE          | Georgischer Buchstabe Hie                |
| U+10F3 (4339) | ჳ               | anderer Buchstabe, Silbe oder Ideogramm | GEORGIAN LETTER WE           | Georgischer Buchstabe We                 |
| U+10F4 (4340) | ჴ               | anderer Buchstabe, Silbe oder Ideogramm | GEORGIAN LETTER HAR          | Georgischer Buchstabe Har                |
| U+10F5 (4341) | ჵ               | anderer Buchstabe, Silbe oder Ideogramm | GEORGIAN LETTER HOE          | Georgischer Buchstabe Hoe                |
| U+10F6 (4342) | ჶ               | anderer Buchstabe, Silbe oder Ideogramm | GEORGIAN LETTER FI           | Georgischer Buchstabe Fi                 |
| U+10F7 (4343) | ჷ               | anderer Buchstabe, Silbe oder Ideogramm | GEORGIAN LETTER YN           | Georgischer Buchstabe Yn                 |
| U+10F8 (4344) | ჸ               | anderer Buchstabe, Silbe oder Ideogramm | GEORGIAN LETTER ELIFI        | Georgischer Buchstabe Elifi              |
| U+10F9 (4345) | ჹ               | anderer Buchstabe, Silbe oder Ideogramm | GEORGIAN LETTER TURNED GAN   | Georgischer Buchstabe gedrehtes Gan      |
| U+10FA (4346) | ჺ               | anderer Buchstabe, Silbe oder Ideogramm | GEORGIAN LETTER AIN          | Georgischer Buchstabe Ain                |
| U+10FB (4347) | ჻               | andere Interpunktion                    | GEORGIAN PARAGRAPH SEPARATOR | Georgischer Paragraphteiler              |
| U+10FC (4348) | ჼ               | modifizierender Buchstabe               | MODIFIER LETTER GEORGIAN NAR | Hochgestellter georgischer Buchstabe Nar |
| U+10FD (4349) | ჽ               | anderer Buchstabe, Silbe oder Ideogramm | GEORGIAN LETTER AEN          | Georgischer Buchstabe Aen                |
| U+10FE (4350) | ჾ               | anderer Buchstabe, Silbe oder Ideogramm | GEORGIAN LETTER HARD SIGN    | Georgischer Buchstabe hartes Zeichen     |
| U+10FF (4351) | ჿ               | anderer Buchstabe, Silbe oder Ideogramm | GEORGIAN LETTER LABIAL SIGN  | Georgischer Buchstabe weiches Zeichen    |